# مؤسسه هنر شیکاگو
مؤسسه هنر شیکاگو (به انگلیسی: Art Institute of Chicago) در سال ۱۸۷۹ میلادی تأسیس شد. این مرکز از معتبرترین موزه‌های هنری در ایالات متحده آمریکا محسوب می‌شود.
این موزه در شهر شیکاگو در ایالت ایلینوی قرار دارد و حاوی ذخایر هنری بسیار ارزنده‌ای است.

## نگارخانه

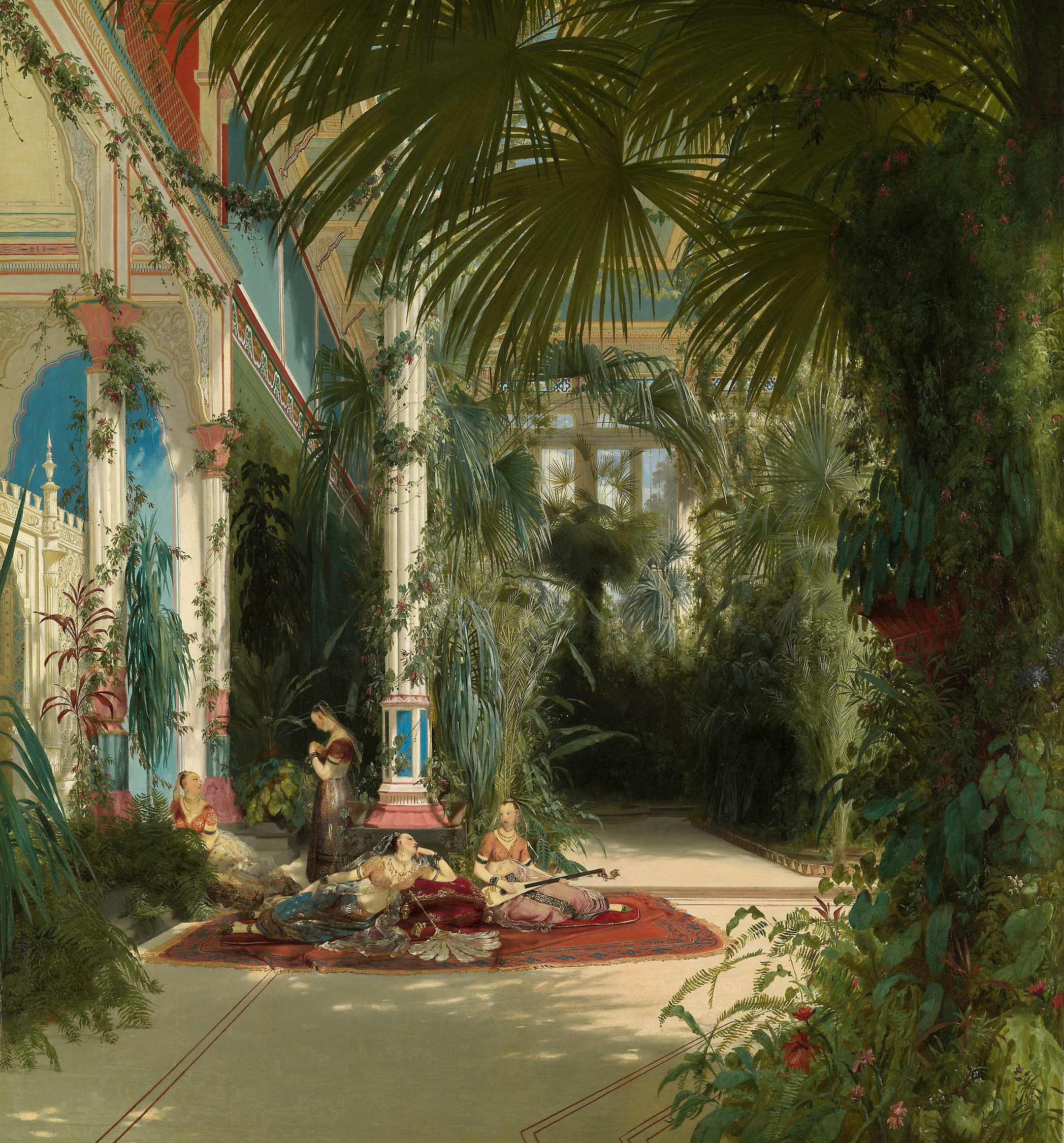
فضای داخلی خانهٔ نخل ۱۸۳۴ م. اثر کارل بلاچن
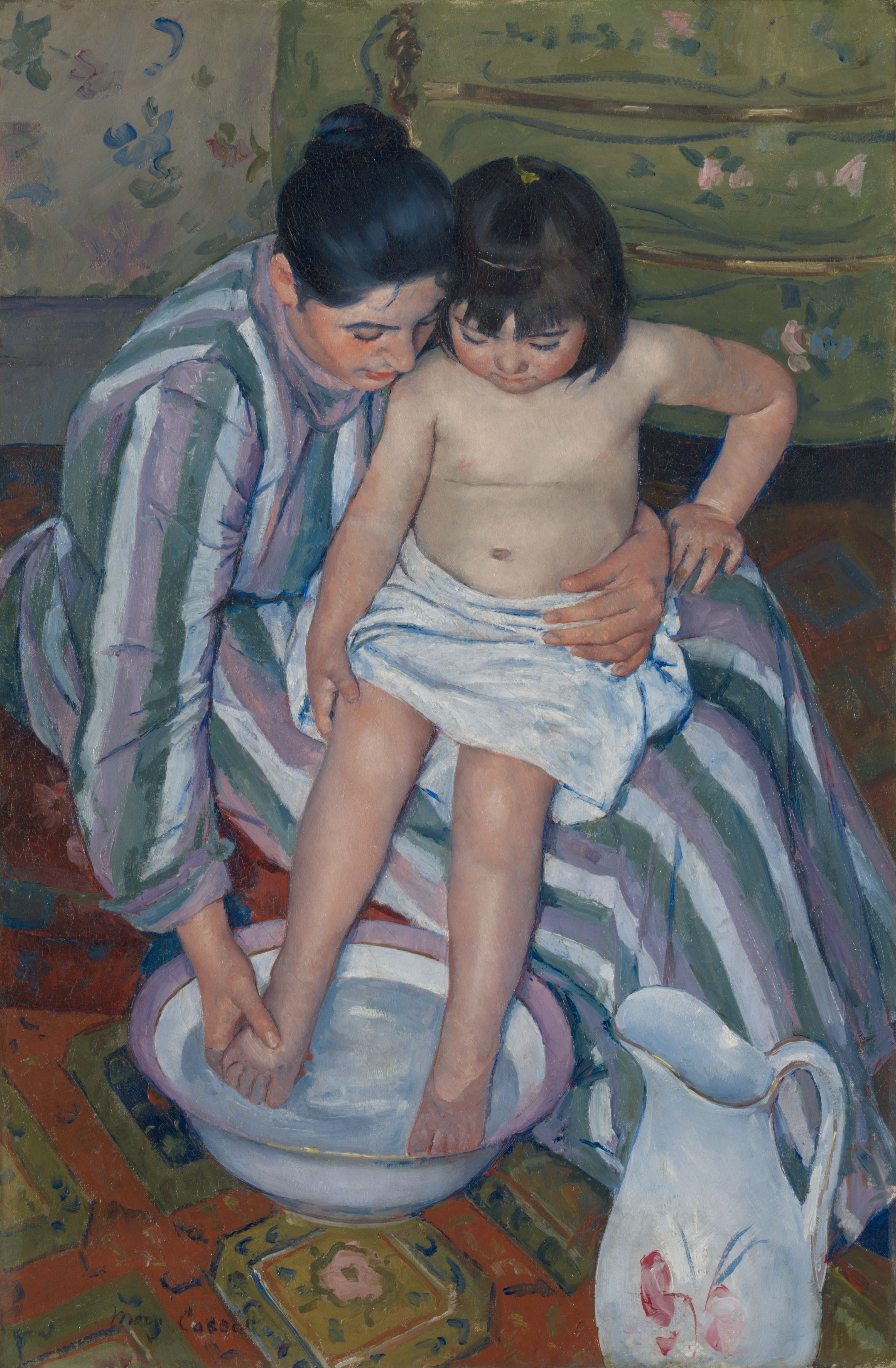
شستشوی بچه ۱۸۹۳ م. اثر مِری کِسات
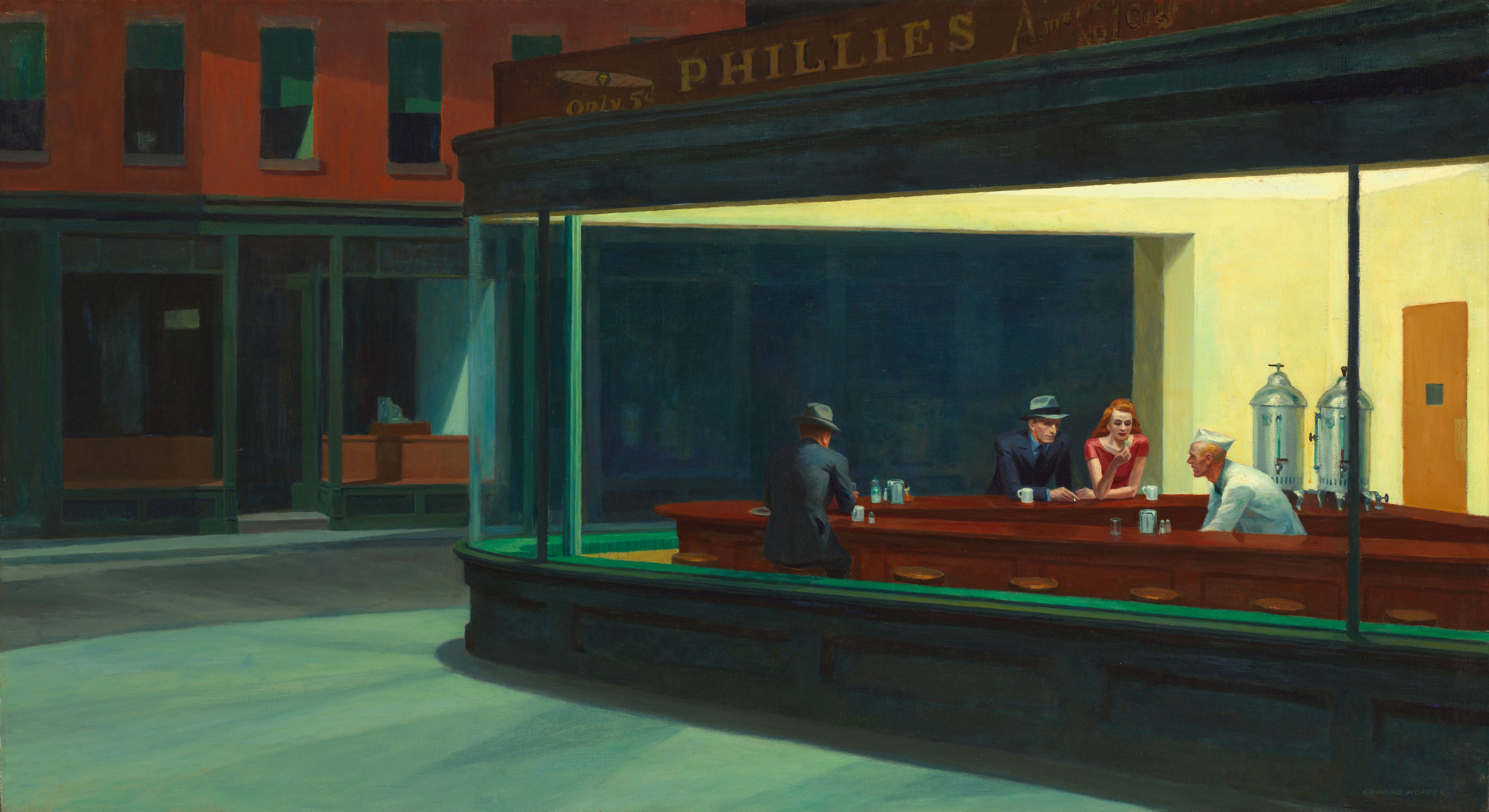
شب‌زنده‌داران ۱۹۴۲ م. اثر ادوارد هاپر
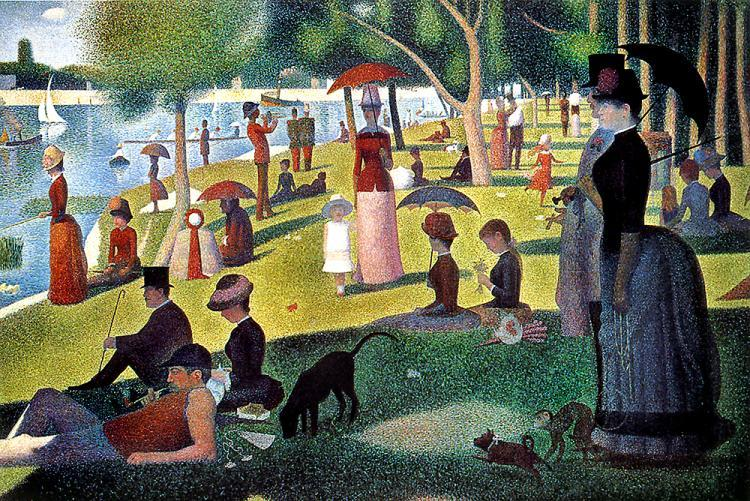
بعدازظهر یکشنبه در جزیره گراند ژات بین ۱۸۸۴ و ۱۸۸۶ م. اثر ژرژ سورا
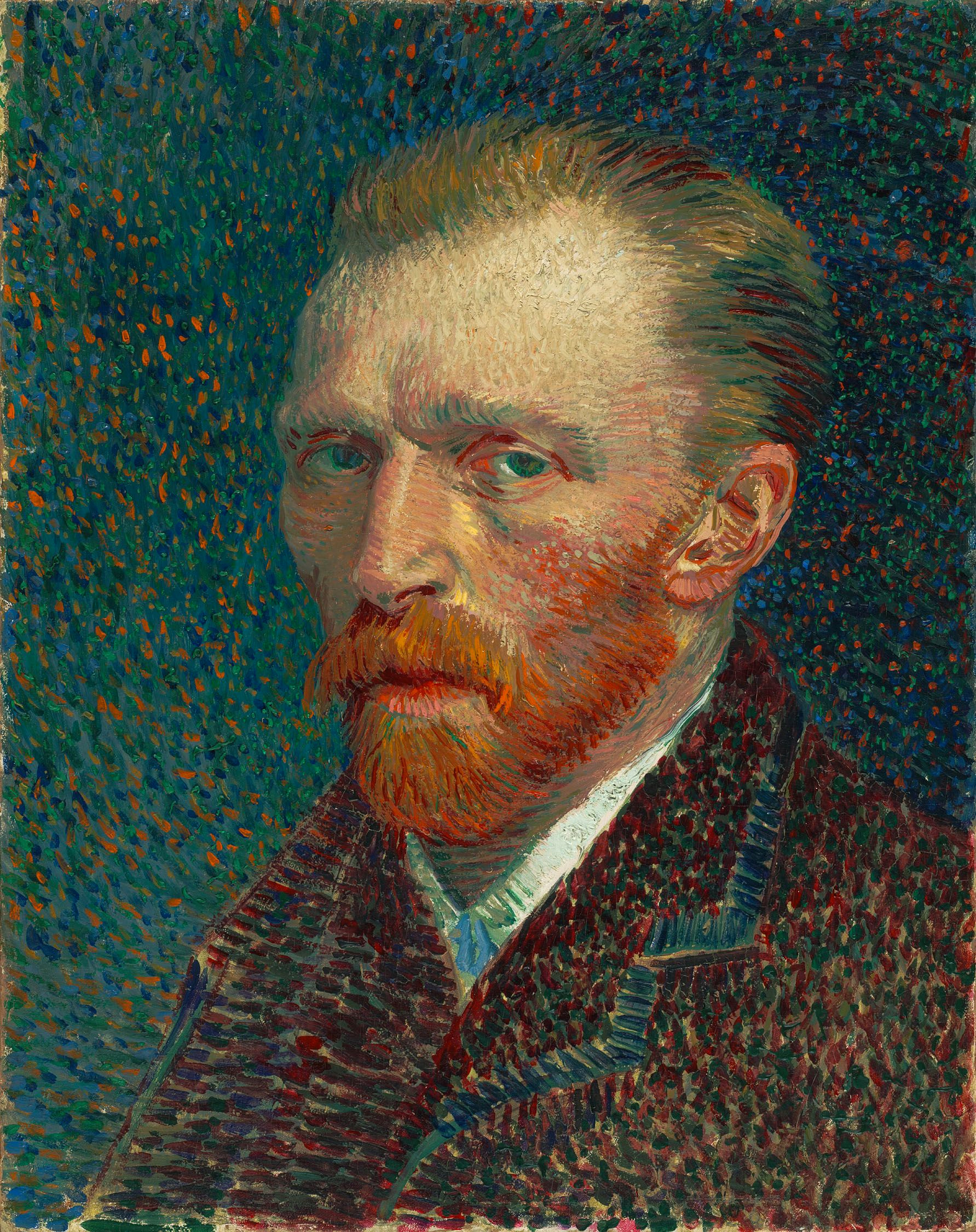
خودنگاره اثر ونسان ونگوگ
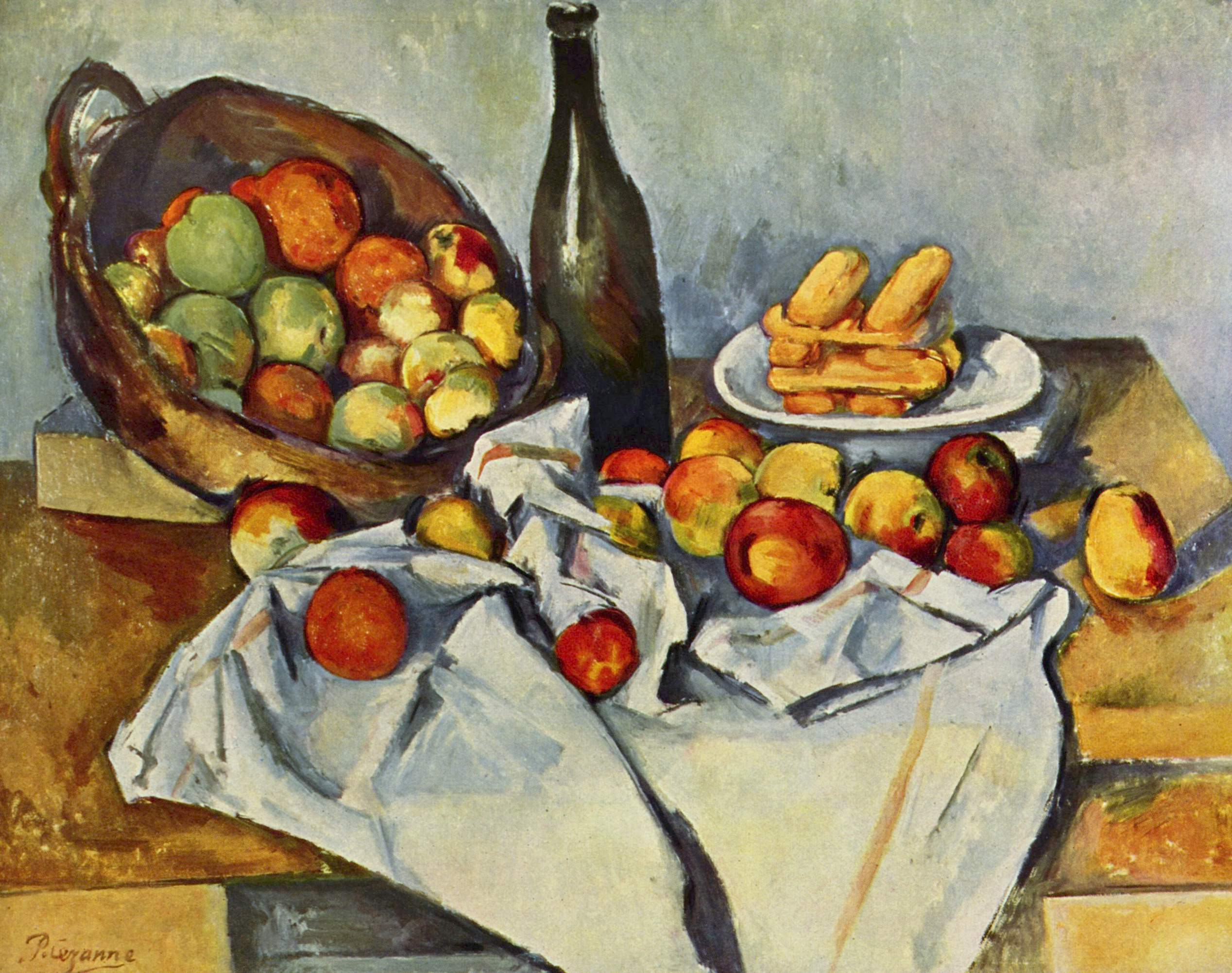
سبد سیب اثرپل سزان
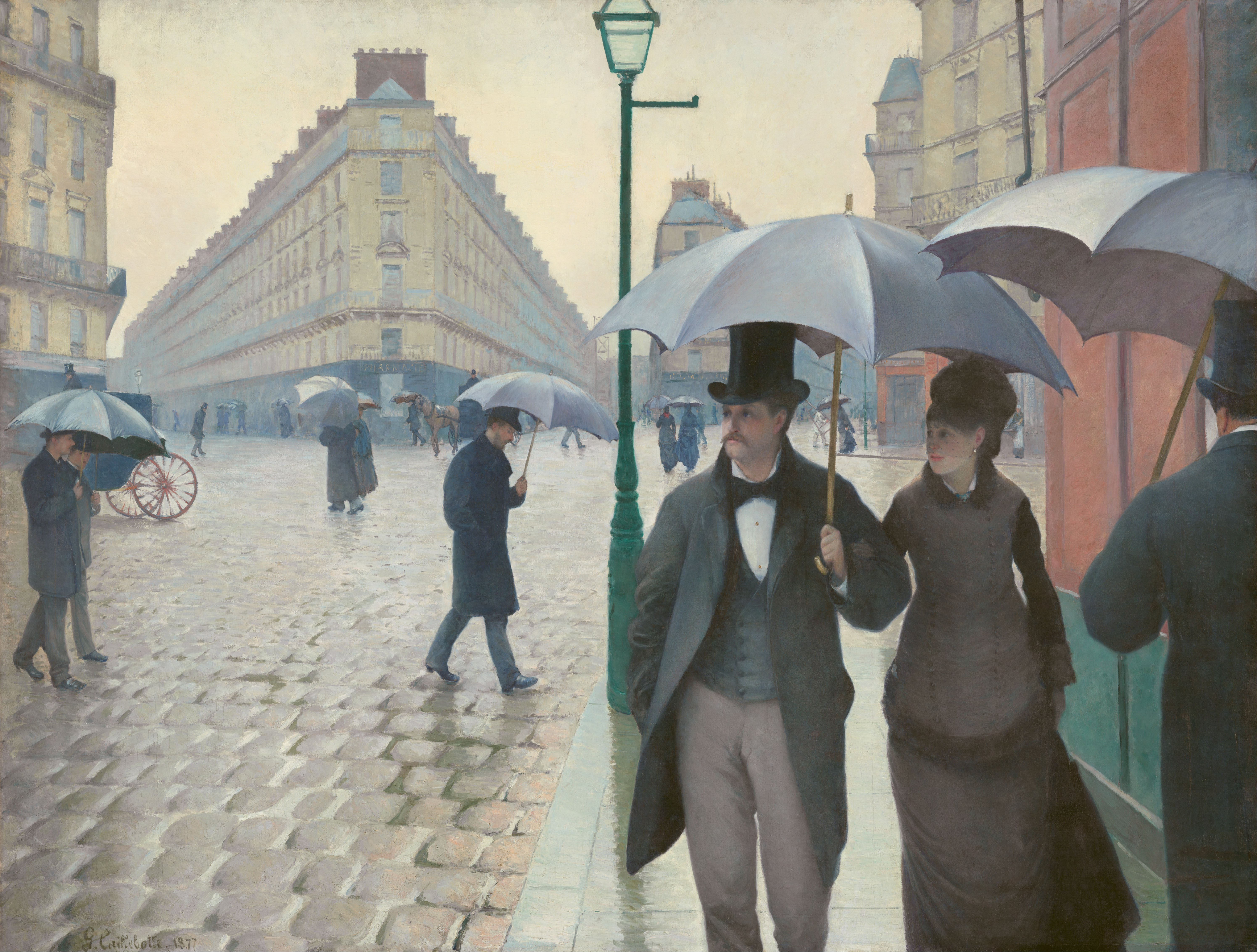
پاریس، یک روز بارانی ۱۸۷۷-۱۸۷۶ م. اثر گوستاو کایبوت
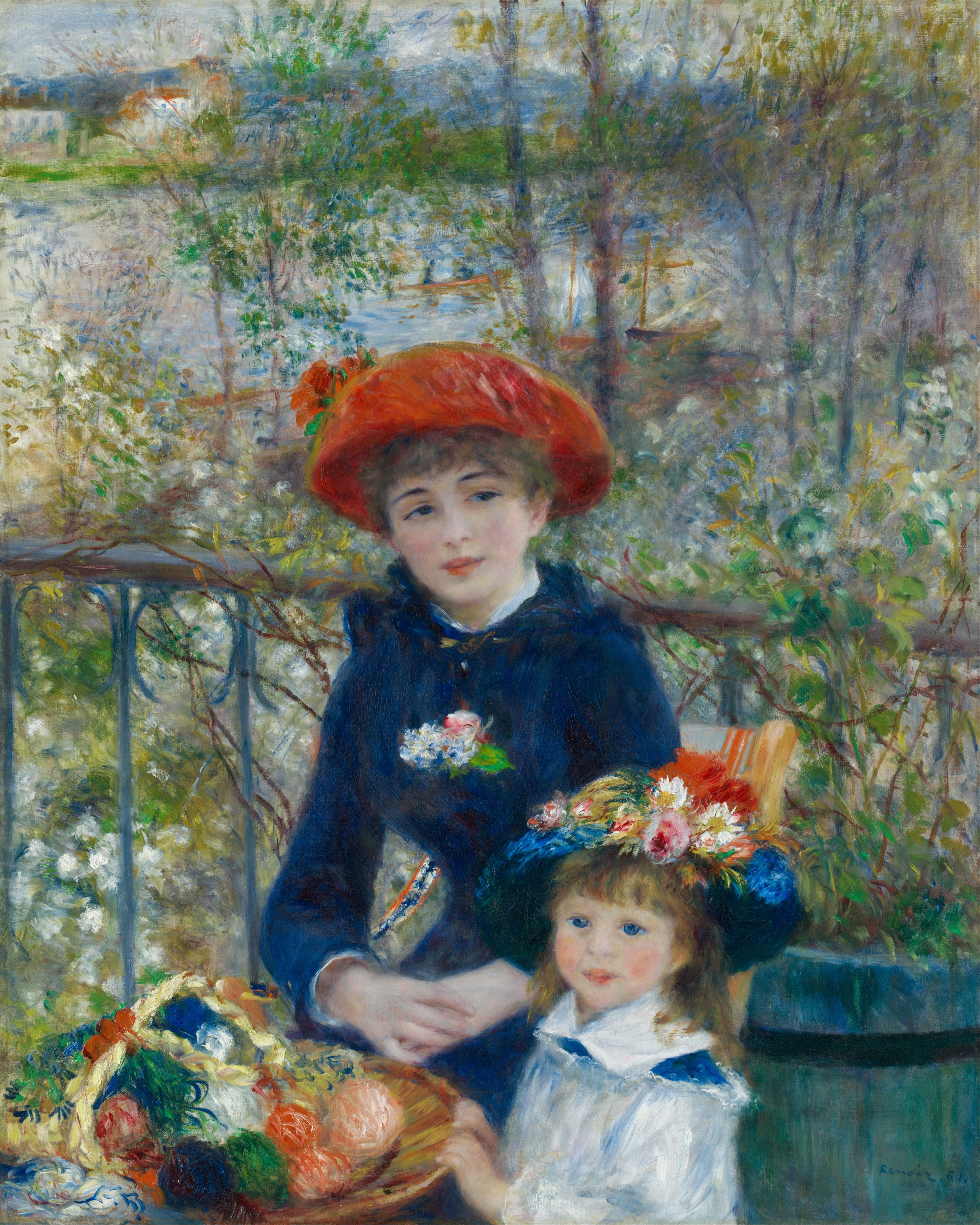
دو خواهر ۱۸۸۱ م. اثر پیر آگوست رنوآر
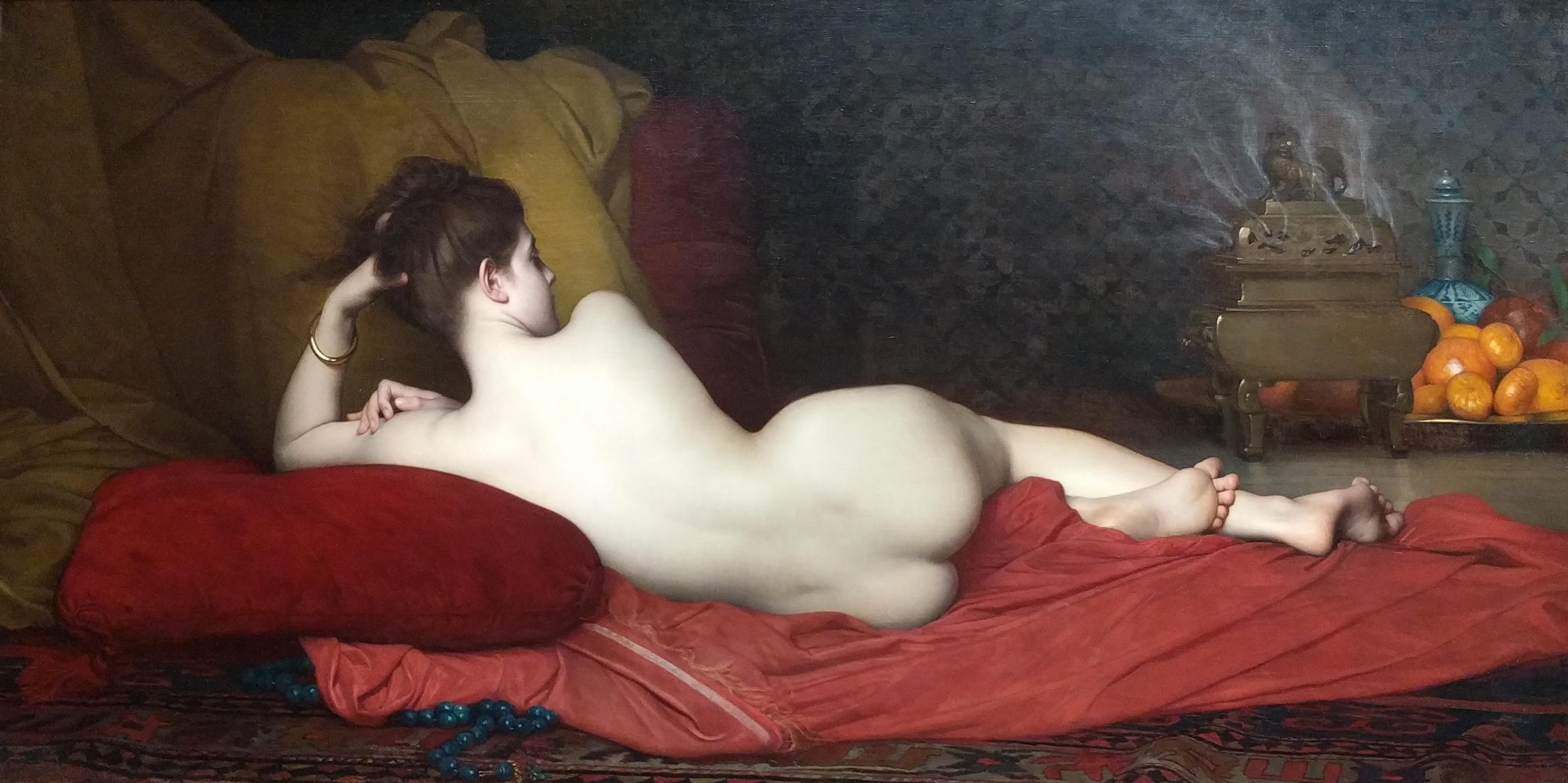
زن حرمسرا ۱۸۷۴ م. اثر ژول لوفور
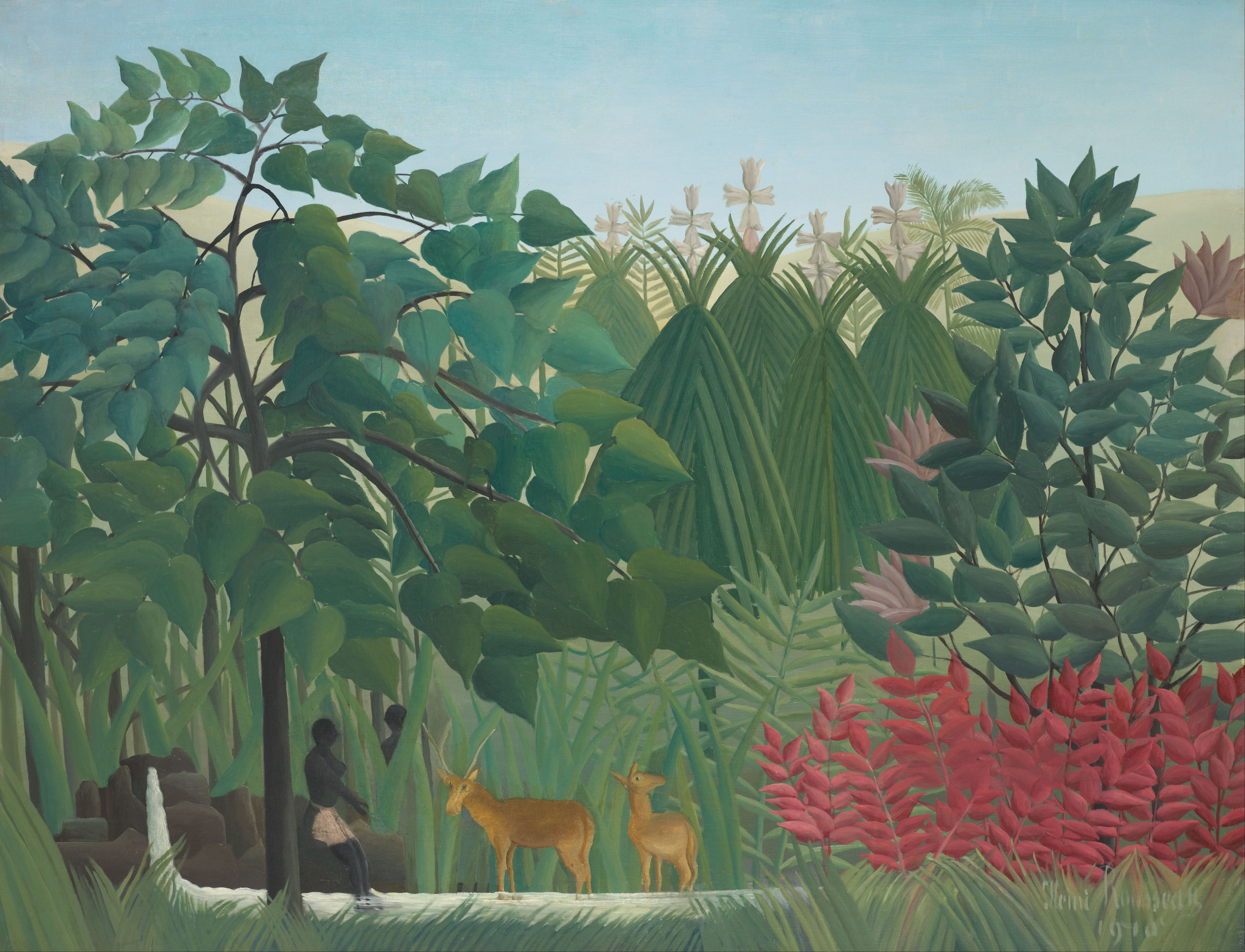
آبشار ۱۹۱۰ م. اثر آنری روسو
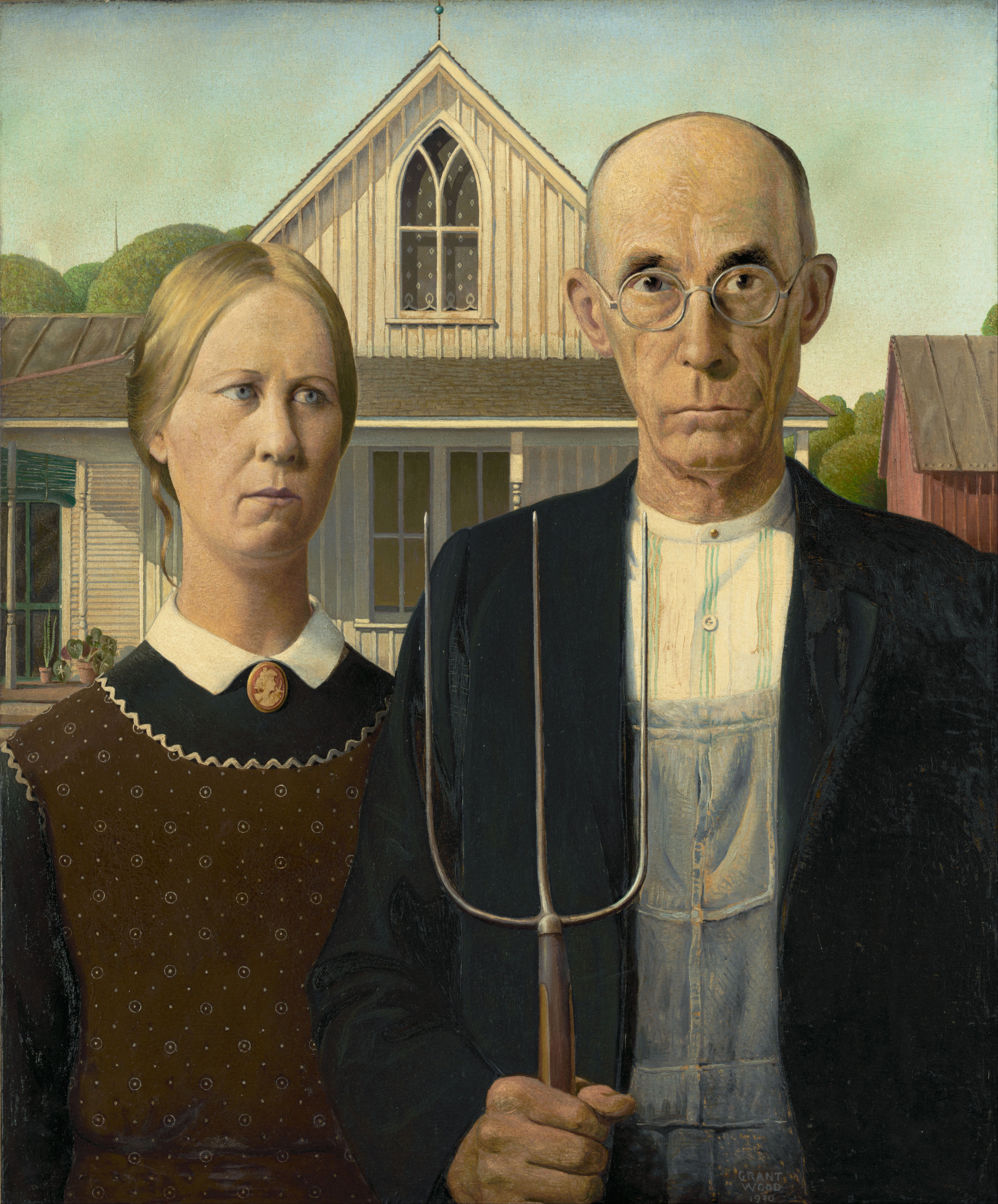
گوتیک آمریکایی
۱۹۳۰ م.
اثر گرنت وود